# Форт Казимир
Форт Казимир (нидерл. Fort Casimir), также известный как Новый Амстел (нидерл. Nieuw Amstel) и форт Трефальдигхет (Троицын форт) (швед. Fort Trefaldighet) — существовавшее в XVII веке на территории штата Делавэр колониальное поселение, основанное голландцами, а позднее перешедшее в руки англичан; также недолго принадлежало шведам. Форт располагался на ныне не существующем барьерном острове — сейчас на его месте оканчивается улица Честнат города Нью-Касл. Получил своё название в честь Эрнста Казимира I, графа Нассау-Дицского и штатгальтера Фрисландии, Гронингена и Дренте.

## История
Голландцы считали своим всё побережье реки Делавэр и её бухты, и поэтому отказались признавать претензии на часть этих территорий со стороны шведов, начавших осваивать их в 1638 году. В 1648 году новый губернатор Новых Нидерландов Питер Стёйвесант, стремясь упрочить свои позиции в регионе и повысить доходы от торговли, основал у конца Великой тропы, в устье впадающей в Делавэр реки Скулкилл, форт Беверсреде. Расположение ранее построенного форта Нассау, находившегося на противоположном берегу Делавэра, стало невыгодным из-за перемещения племён саскуэханноков и ленапе (делаваров), на покупке мехов у которых строилась экономика колоний, на запад. В 1651 году Стёйвесант постановил разобрать форт и переместил его вниз по течению Делавэра на западный берег, выбрав место всего в 10,5 км от форта Кристина, первого и крупнейшего шведского поселения. Построенное поселение получило название Казимир. Беверсреде был оставлен, и голландское присутствие было укреплено.
В Троицын день 1654 года новоназначенный шведский губернатор Юхан Рисинг, решив обезопасить себя от столь близкого голландского присутствия, захватил Казимир и переименовал его в Трефальдигхет (Троицын форт). 21 июня шведы перезаключили с местными индейцами союз.
В следующем году Стёйвесант прибыл с превосходящими силами и 11 сентября 1655 года отбил Казимир, переименовав его в Новый Амстел, а 15 сентября взял форт Кристина. Новый Эльфсборг на восточном берегу был сожжен отступавшими шведами. Новая Швеция перешла под голландский контроль.
В 1664 году Стёйвесант без боя передал власть над всеми Новыми Нидерландами британцам. Когда те устанавливали контроль над своими новыми владениями, жители Нового Амстела поначалу оказали символическое сопротивление, однако быстро сдались. В 1673—1674 годах поселение ненадолго снова оказалось в руках голландцев, но было возвращено англичанам после подписания Вестминстерского договора.
Считается, что сейчас на месте форта находятся парковка и несколько зданий. В 1986 году археологи произвели предварительный осмотр этой местности.